# عباس المسعدي
 محمد بن عبد الله ابن الطيب بن الحبيب، المعروف بعباس المساعدي، ولد في عام 1343هـ/ 1925م، في تازارين كان قائدا لجيش التحرير المغربي اغتيل سنة 1375هـ/27 يونيو 1956م.

## حياته
ولد محمد بن عبد الله ابن الطيب بن الحبيب المشهور بعبّاس المساعدي سنة 1925 بآيت سيدي مساعد بتازارين في إقليم زاكورة بالجنوب الشرقي من المغرب. وجد الطفل مُحمد جوّا علميا ملائما للإنكباب على دراسة الفقه واللغة العربية والمعاملات وسائر العبادات وقراءة التاريخ في سن مبكّرة. لدرجة أنه كتب مُصحفا كاملا بخط يده.
سنة 1938 سيعتزل ولد عباس من عمله ويستغني عن عمل إمامة الناس في المسجد بسبب مرض نادر أصابه في المثانة، وغدى بعدها غير قادر على الإحتفاظ بالوضوء لوقت كبير، فاحترف التجارة، وكان يرافقه أبنه (عبّاس) وأخويه أحمد والحبيب. من سوق إلى سوق، ومن مدشر إلى آخر، كان محمد المساعدي ابن الفقيه الذي أصبح عطاراً يجوب الأمصار. يخالط أجناس عديدة من البشر، ويجوب مناطق مختلفة من تازارين إلى مراكش إلى أن استقر بهم المقام بإشقيرن معقل أخواله بالأطلس المتوسط، حيث توفي والده ودُفن بِتيقاجوين.
سنة 1949 اشتغل عباس كاتبا لدى والد أحرضان القائد بمولاي بوعزة، الذي استكتبه نظرا لإتقانه للغة العربية، وهناك تزوج أول مرة وأنجبت له زوجته إبنا لن يعش طويلا. توفيت زوجة عباس واتٌهم بقتلها، فتم سجنه على إثر ذلك.
عند خروجه من السجن رحل للدار البيضاء وأصبح مناضلا من أجل الاستقلال مما كلفه حريته، إذ اعتقل لمدة تفوق 22 يوما سنة 1953 وعذب عذابا أليما من طرف القوات الاستعمارية الفرنسية. قرر عباس إثر تلك التجربة مغادرة الدار البيضاء في اتجاه جبال الريف بعد أن اقتنع بأنه لا خيار لمواجهة فرنسا سوى حرب تحرير طويلة النفس، وضرورة تنظيم الشعب في الجبال والبوادي لاستنزاف قوات الاحتلال.
وصل عباس المساعدي إلى الريف الشرقي بتاريخ 5 يوليوز1955 حيث وجد هناك رجالا مسلحين شبه منظمين في مجموعات صغيرة لدى أغلبيتهم تجربة قتالية مهمة اكتسبوها إبان فترة مقاومتهم للاستعمار الاسباني بزعامة محمد بن عبد الكريم الخطابي. كما لمس عند أغلبيتهم حساسية كبيرة اتجاه حزب الاستقلال وقيادته التي وقعت اتفاقيات إيكس ليبان ضدا على إرادة جيش التحرير وغالبية الشعب المغربي.
بعد التحاقه بالريف احتك سريعا بالسكان الريفيين وتعلم لغتهم كما شرع في بناء التنظيم على خط الجبهة الممتدة من قبائل أيت يزناسن، أيت صغروشن، أيت وراين مرورا بالناظور ومثلث الموت مرنيسة ومطالسة. واتخذ عباس من الناظور المقر المركزي لقيادة جيش التحرير.
بعد تشنج علاقته مع المهدي بن بركة، قدم عباس المساعدي استقالته من حزب الاستقلال يوم 16 ماي 1956.

## علاقته بالمهدي بن بركة
عند خروج المهدي بن بركة من السجن زاره عباس لمساعدي في شهر نونبر سنة 1954 في مسكنه في «ديور الجامع» بمدينة الرباط، عند توجهه إلى مدينة فاس، لتهنئته أولا بسلامة الخروج من السجن، ولمطالبته بأن يمد قيادة المقاومة بجزء من الأموال التي جمعها حزب الاستقلال باسم مساعدة الكفاح الوطني، من أجل مواصلة مقاومة المستعمر وللشروع في تأسيس جيش التحرير. رد عليه المهدي بن بركة بالحرف: «إنها أموال الحزب، ونحن سياسيون ولسنا ثوريين، مسالمون لا نؤمن بالعنف، وسنحصل على الاستقلال قريبا»، وزاره مرة ثانية بإلحاح من قيادة المقاومة بالدار البيضاء، عندما كان متوجها إلى مدينة فاس قبل التحاقه بالمنطقة الشمالية فلم يستقبله، وقال المهدي بن بركة للخادمة: «قولي له إنني مشغول ولن أستقبله، وأن ينصرف في سلام ويمحو عنوان هذا المنزل من ذاكرته نهائيا قبل أن أبلغ عنه (...)»؛ ما أثار حنق عباس لمساعدي عليه. من هنا بدأت بوادر الخلاف بين الرجلين، واستمرت حول إشكالية دعم المقاومة وجيش التحرير.
غادر عباس لمساعدي المغرب في اتجاه القاهرة للحصول على جزء من الدعم المالي الذي توصلت به مصر من بعض الدول العربية لدعم كفاح دول المغرب العربي، من مناصرة وتمويل لشراء الأسلحة للمقاومة وجيش التحرير، ومكث بها ما يقرب من شهرين. هناك تعرف على محمد بن عبد الكريم الخطابي، والتقى كل من الرئيس جمال عبد الناصر وزكريا محي الدين وبعض كبار ضباط المخابرات المصرية الذين كانوا مكلفين بملف المغرب العربي. خلال عودته، التقى بالمهدي بنبركة في مطار مدينة طنجة، فتذكر ما قاله لي مولاي أحمد الصقلي عن أموال الحزب، فقال له: «لو سلمتم لنا من قبل جزءا يسيرا من الأموال التي جمعها حزبكم باسم مساعدة المقاومة لاستطعنا بواسطتها اليوم تمويل وتجهيز جيش التحرير، وحافظنا على كرامتنا، وكنا في غنى عن الذهاب لاستجداء الآخرين». فأجابه المهدي بنبركة: «الاستقلال على الأبواب، ولم تعد لنا حاجة إلى محاربة الفرنسيين».
وقبل إحدى الاستعراضات العسكرية لجيش التحرير بأيام، ذهب المهدي بن بركة والفقيه محمد البصري إلى منطقة صاكة للقاء عباس لمساعدي من أجل الحصول على دعمه ومساندته لخططهما، وبالفعل وجدا بعض عناصر جيش التحرير في انتظارهما بالمنطقة، ولكن عباس لمساعدي رفض استقبالهما، وقال لأحد رجاله: «أطلب من المهدي بن بركة أن يرجع من حيث أتي ويغادر المنطقة فورا وإلا سأعتقله، وقل للفقيه محمد البصري إنني على استعداد للقائه كضيف وحده فقط». وتعد هذه الزيارة من الأسباب التي جعلت الصراع يحتدم بين الرجلين.
يوم 19 يونيو 1956, أياما قبل اغتياله، أرسل المساعدي رسالة لعبد الكريم الخطيب يشرح فيها صراعه مع بن بركة. مما ذكر فيها: «ظهر للوجود الخلاف الذي كان موجودا بوعي من بعض الأفراد من المقاومة، مما حملني على عدم تقديم الاستقالة يوم 18 ماي 1956، فكان السبب الرئيسي في ظهور الجولة (التبشيرية) التي قام بها المهدي بن بركة لمعاقل جيش التحرير، ومما يدل والله أعلم على سوء نية الذين رافقوه أنهم ذهبوا برفقة الأخ بنسعود لاستعماله كجواز للمرور، إذ سبق له أن ترأس لجنة البحث التي طافت هناك ويتلخص الخلاف في نقطة واحدة، هم يرون ضرورة التعاون مع المهدي بنبركة وأنا أرى العكس»

## اغتياله
عند عودة محمد الخامس، يوم 16 نونبر 1955، إلى البلاد بعد سنتين من النفي في كورسيكا ومدغشقر، انطلق النظام السياسي في تنفيذ مشروع إدماج حوالي 10 آلاف من أعضاء جيش التحرير في القوات المسلحة الملكية بغية تفادي أية حسابات أخرى قد يقوم بها رموزه، وفي مقدمتهم عباس المسعدي. وإذا كان الدكتور الخطيب والمحجوبي أحرضان وعبد الله الصنهاجي قد وافقوا على حل جيش التحرير تحت إشراف مباشر من طرف الملك وولي عهده آنذاك مولاي الحسن، فإن المسعدي رفض الموضوع بشدة لأسباب كثيرة، على رأسها بقاء الاحتلال الفرنسي والإسباني جاثما على الأرض المغربية. وكان المسعدي يرى أنه ما دام الاستعمار موجودا فلا بد من مقاومته باللغة التي يفهمها، وهي لغة السلاح. في هذا السياق، فقد سبق أن وقع هو والدكتور الخطيب والمهدي بنعبود وثيقة للحفاظ على المقاومة المسلحة بأي ثمن حتى يتم جلاء المستعمر بشكل نهائي عن المغرب والجزائر.
يوم 27 يونيو من سنة 1956، حسب معظم الروايات، التحق عباس المساعدي بفاس، بعد أن قضى ليلة عند محمد الخياري عامل تازة، الذي اعتاد النزول ضيفا عليه. تحكي الرواية أنه استدعي للعشاء لدى أحد معارفه يوم 27 يونيو 1956، وهناك وجد الجماعة التي أرسلها شخص يدعى حجاح تنتظره وطلبت منه مرافقتها على متن سيارة. لما أبدى المساعدي انزعاجه من الأمر، لجأت الجماعة إلى محاولة إرغامه على الركون، وكان هناك تدافع، فأخرج أحد أعضاء المجموعة مسدسا ليهدد به عباس. وتواصل التدافع، لتنطلق رصاصة طائشة أصابت عباس وقتلته.بعد ذلك، حملت جثته على متن السيارة، وتم التخلص منها قريبا من قرية عين عائشة. وبعد اكتشافها حملت إلى فاس، حيث تم الدفن بحضور ولي العهد مولاي الحسن يوم 3 يوليوز 1956.
بعد دفنه في المرة الأولى في فاس، قام أعضاء جيش التحرير بإعادة دفنه سريا ودون إخبار السلطات في أكنول بالريف، حيث يوجد قبره يوجد إلى يومنا هذا.

## كتب حوله
كتب عدد من الباحثين والمهتمين بمرحلة استقلال المغرب كتبا حول صراعات السلطة، ومنها من تطرق لقضية عباس المساعدي. مثل:
- جيش التحرير المغربي: 1951 - 1956 - محمد لخواجة (2007).[10]
- عباس المساعدي، الشجرة التي تخفي غابة جيش التحرير - محمد لخواجة (2011).[11]